# 14158 Alananderson
14158 Alananderson è un asteroide della fascia principale. Scoperto nel 1998, presenta un'orbita caratterizzata da un semiasse maggiore pari a 2,4486964 UA e da un'eccentricità di 0,0981585, inclinata di 5,67754° rispetto all'eclittica.